# つまらない
| ウィキペディアには「つまらない」という見出しの百科事典記事はありません（タイトルに「つまらない」を含むページの一覧/「つまらない」で始まるページの一覧）。 代わりにウィクショナリーのページ「つまらない」が役に立つかもしれません。 |